# 酸素飽和度

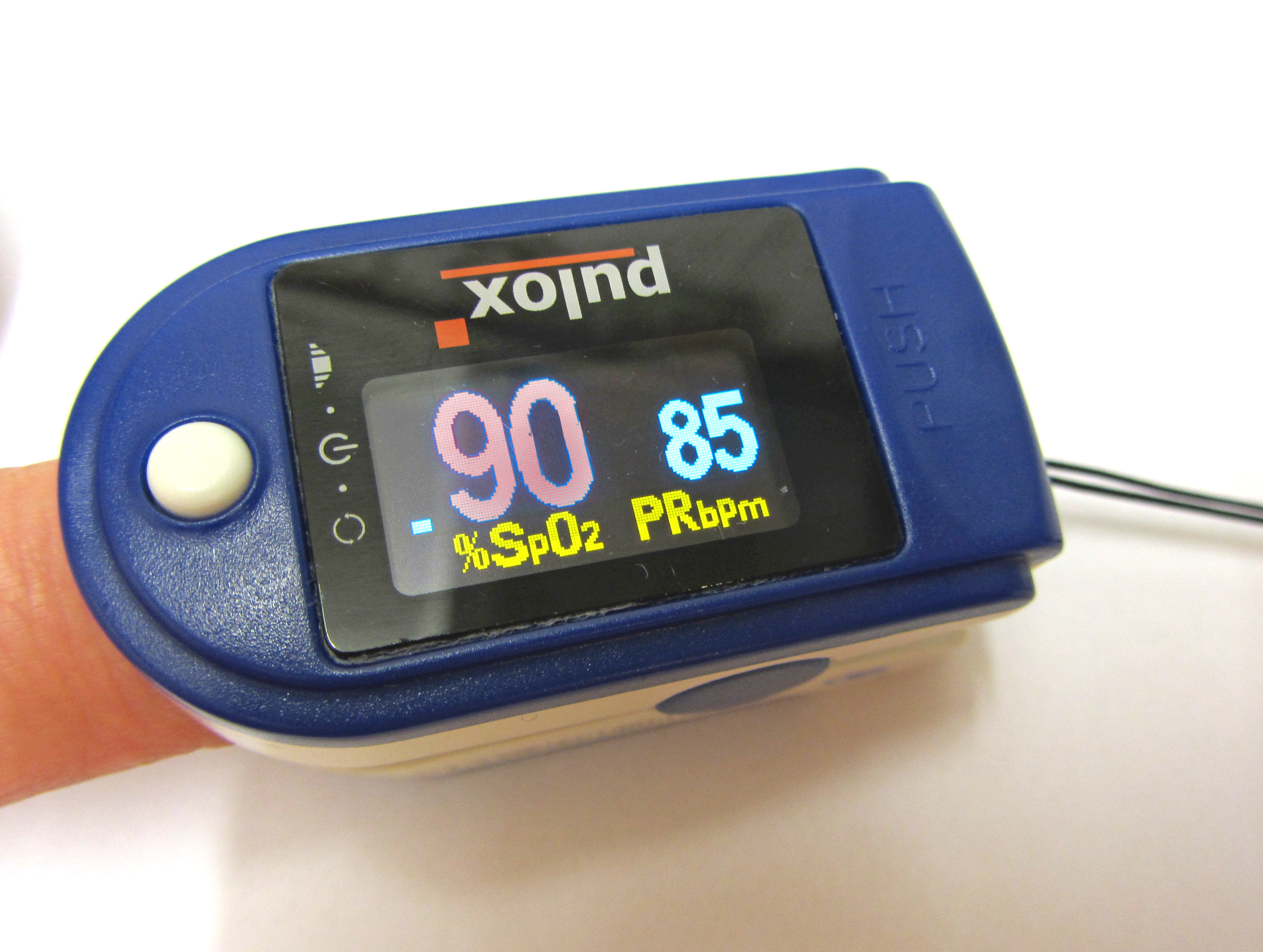
小型パルスオキシメーターに表示されている酸素飽和度。90%は一般的には低値である。

血液における酸素飽和度（さんそほうわど、英:oxygen saturation）とは、仮に血中の全てのヘモグロビンと酸素が結合した時に結合可能な酸素の量に対する、測定時に血中のヘモグロビンに実際に結合していた酸素の量の比を、百分率で表したものである。SpO2やSaO2と略されることや、saturationからSATと呼ばれることもある。なお、血液ガス分析における酸素分圧（PaO2）とは異なる。SpO2はパルスオキシメータで経皮的に計測される経皮酸素飽和度の略称であり、SaO2は動脈血採血により得られた血液を血液ガス分析を行って得られる実測の酸素飽和度の略称である。

## 算出式
酸素飽和度（SaO2）は、酸素と結合したヘモグロビンの濃度を（HbO2）とし、酸素と結合していないヘモグロビンの濃度を（Hb）とすると、次の式で表される。
- （SaO2） ＝ 100 ×（HbO2）/ （Hb + HbO2）

すなわち、実際にヘモグロビンと結合していた酸素量を、ヘモグロビンと結合し得る最大の酸素量で割った値を、百分率にするために100をかけた値である。このことから明らかなように、酸素飽和度が100を超えることはあり得ない。ヒトにおいて酸素分圧100 (mmHg)でのSaO2は約98 ％弱、酸素分圧80 (mmHg)でのSaO2は約95 ％、酸素分圧60 (mmHg)でのSaO2は約90 ％弱、酸素分圧40 (mmHg)でのSaO2は約75 ％、酸素分圧30 (mmHg)でのSaO2は約60 ％、酸素分圧20 (mmHg)でのSaO2は約30 ％であることが知られている。つまり、酸素分圧と酸素飽和度との関係は、非線形であることが判る。また、酸素分圧と酸素飽和度の関係は、血液のpHや温度（体温）の影響を受けるために必ずしも上記のようになるとは限らない。

## 測定法
動脈血を直接採血して測定する方法と、パルスオキシメーターを使って間接的に測定する方法がある。動脈血を直接調べる方法というのは侵襲的であるのに対して、パルスオキシメーターで間接的に測定する方法は非侵襲的であるという面において、パルスオキシメーターを使用した測定法の方が、酸素飽和度を測定される者への負担が少なくて済む。反面、パルスオキシメーターは、その測定原理に動脈血の拍動成分と非拍動成分の吸光度の比を利用しているために、一定流速のポンプで血液を流す人工心肺装置使用中のように血流が一定速である場合などでは測定ができない。なお、パルスオキシメーターで測定される動脈血の酸素飽和度は、97 ％以上が通常時の値である。